# Newport-Inglewood-Verwerfung
Die Newport-Inglewood-Verwerfung ist eine Überschiebung unterhalb der Metropolregion Los Angeles im US-Bundesstaat Kalifornien. Sie verläuft auf einer Länge von ungefähr 46 Meilen (75 km) von Culver City in südöstlicher Richtung nach Newport Beach und weiter in den Pazifischen Ozean. 
Die Verwerfung kann an der Oberfläche als eine Hügelkette von Culver City nach Signal Hill erkannt werden. Sie bewegt sich etwa 0,6 Millimeter im Jahr und die erwartete Magnitude könnte eine Stärke von 6,0 bis 7,4 auf der Richterskala erreichen.

## Erdbebengefahr
Die Newport-Inglewood-Verwerfung wurde erstmals im Jahre 1920 nach einem Erdbeben der Stärke 4,9 entdeckt. Da es zu diesem Zeitpunkt noch keine Vorschriften für erdbebensicheres Bauen gab, kam es in Inglewood zu größeren Schäden an Häusern und Infrastruktur. Das Long-Beach-Erdbeben im März 1933 verwüstete weite Teile der Gegend entlang der Erdspalte. Die Erschütterungen erreichten eine Stärke von 6,3 und hatten 115 Tote zur Folge.
Am 17. Mai 2009 ereignete sich an der Newport-Inglewood-Verwerfung ein weiteres Erdbeben mit einer Stärke von 4,7. Das Epizentrum lag nahe Lennox. Die Erschütterungen waren noch in den entfernten Großstädten San Diego und Las Vegas zu spüren. Ein Nachbeben der Stärke 4,0 wurde kurz darauf an derselben Stelle gemessen.